# Macieja (imię)
Macieja – imię żeńskie, żeński odpowiednik imienia Maciej. Patronką tego imienia jest bł. Macieja Nazzarei, klaryska (zm. ok. 1320). 
Macieja imieniny obchodzi 28 lipca.